# 里堅克
49°12′49″N 29°52′36″E / 49.21361°N 29.87667°E
里登凱（烏克蘭語：Ріденьке）是位於烏克蘭北部的村莊，由基辅州白采爾克瓦區的泰蒂伊夫市鎮負責管轄。該村始建於1701年，面積0.5平方公里，海拔高度223米，2001年人口25，人口密度每平方公里50人。